# Margattea brevialata
Margattea brevialata är en kackerlacksart som först beskrevs av Andrew Nelson Caudell 1937.  Margattea brevialata ingår i släktet Margattea och familjen småkackerlackor. Inga underarter finns listade i Catalogue of Life.